# Memew
memew（ミミュウ）は、近代映画社が出版するアイドル誌。隔月刊→季刊(2、5、8、11月の27日発売)。
2001年創刊。創刊号のキャッチフレーズは『100％ネクストアイドルマガジン』で、表紙は末永遥。
宮崎あおい、石原さとみ、沢尻エリカ、相武紗季、堀北真希、戸田恵梨香、新垣結衣、AKB48など、後にブレイクする女優やアイドルも多数表紙を飾っている。
2012年3月発行のVol.54を最後に刊行が途絶えている。